# Ẅ
Ẅ (minuskule ẅ) je speciální znak latinky. Nazývá se W s přehláskou. Vyskytuje se v jazycích používaných v Kamerunu (ngiemboon, ngomba), v jazyce tsimshian, používaným v Kanadě a v jazyce pchin-jin. Čte se jako labiopalatální aproximanta (ɥ), což je vyslovování přibližně mezi j a d. Majuskulní tvar má v Unicode kód U+1E84, minuskule U+1E85.